# 召树屯
召树屯是流傳於傣族的一首敘事長詩，講述的是勐板加王子召树屯與孔雀王國公主南木諾娜的愛情故事。召树屯在流傳過程中有不同版本和稱呼，西雙版納傣族稱為召树屯、召树屯與婻吾婼娜、孔雀公主，德宏傣族稱為婻侻罕。與召树屯情節類似的故事在泰國、老撾等國也有所流傳。召树屯創作於13世紀前後。1956年，召树屯被翻譯成中文。此外召树屯還被改編為壁畫、歌舞、傣戲、舞劇和電影《孔雀公主》等多種文學形式。